# První vláda Rudolfa Berana
První vláda Rudolfa Berana existovala od 1. prosince 1938 do 15. března 1939. Jednalo se o druhou a zároveň poslední vládu období československé druhé republiky. Čeští členové vlády byli zástupci Strany národní jednoty, jakožto vládnoucí strany druhé republiky. Ministr bez portfeje pro Slovensko zastupoval slovenskou autonomní vládu.

## Složení vlády
| Portfej                                          | Ministr                   | Strana | Strana        | Nástup do úřadu  | Odchod z úřadu  |
| ------------------------------------------------ | ------------------------- | ------ | ------------- | ---------------- | --------------- |
| Předseda vlády                                   | Rudolf Beran              |        | SNJ           | 1. prosince 1938 | 15. března 1939 |
| Ministr bez portfeje a náměstek předsedy vlády   | Karol Sidor               |        | HSĽS–SSNJ     | 1. prosince 1938 | 14. března 1939 |
| Ministr národní obrany a náměstek předsedy vlády | arm. gen. Jan Syrový      |        | nestr. za SNJ | 1. prosince 1938 | 15. března 1939 |
| Ministr zahraničí                                | František Chvalkovský     |        | SNJ           | 1. prosince 1938 | 15. března 1939 |
| Ministr vnitra                                   | Otakar Fischer            |        | SNJ           | 1. prosince 1938 | 15. března 1939 |
| Ministr financí                                  | Josef Kalfus              |        | SNJ           | 1. prosince 1938 | 15. března 1939 |
| Ministr školství a národní osvěty                | Jan Kapras                |        | SNJ           | 1. prosince 1938 | 15. března 1939 |
| Ministr spravedlnosti                            | Jaroslav Krejčí           |        | SNJ           | 1. prosince 1938 | 15. března 1939 |
| Ministr průmyslu, obchodu a živností             | Vlastimil Šádek           |        | SNJ           | 1. prosince 1938 | 15. března 1939 |
| ministr dopravy                                  | div. gen. Alois Eliáš     |        | nestr. za SNJ | 1. prosince 1938 | 15. března 1939 |
| Ministr veřejných prací                          | Dominik Čipera            |        | SNJ           | 1. prosince 1938 | 15. března 1939 |
| Ministr zemědělství                              | Ladislav Karel Feierabend |        | SNJ           | 1. prosince 1938 | 15. března 1939 |
| Ministr sociální a zdravotní správy              | Vladislav Klumpar         |        | SNJ           | 1. prosince 1938 | 15. března 1939 |
| Ministr bez portfeje                             | Jiří Havelka              |        | SNJ           | 1. prosince 1938 | 15. března 1939 |